# بووت (لوئیزیانا)
بووت (به انگلیسی: Boutte) شهری در ایالت لوئیزیانا کشور ایالات متحده آمریکا است که جمعیت آن در سرشماری سال ۲۰۱۰ میلادی، ۳٬۰۷۵ نفر بوده‌است.